# Newport Pagnell (stacja kolejowa)
Newport Pagnell – nieczynna stacja kolejowa w Newport Pagnell, w hrabstwie ceremonialnym Buckinghamshire, w Anglii.

## Położenie
Stacja Newport Pagnell znajduje się w zachodniej części Newport Pagnell.

## Historia
Stacja kolejowa Newport Pagnell powstała w 1867 roku. W 1964 ruch pasażerski został zlikwidowany a 22 maja 1967 zamknięty.

## Linia kolejowa
Przez Newport Pagnell przechodzi Linia kolejowa Wolverton - Newport Pagnell, linia ta została rozebrana.

## Pociągi

### Pociągi osobowe
Ruch pociągów osobowych został zlikwidowany w 1964 roku.

### Ruch towarowy
Ruch pociągów towarowych został zlikwidowany w 1967 roku.

## Infrastruktura

### Dworzec
Dworzec został wyburzony.

### Perony
Nie istnieją, na terenie peronów wybudowano drogę.